# Direct Sport

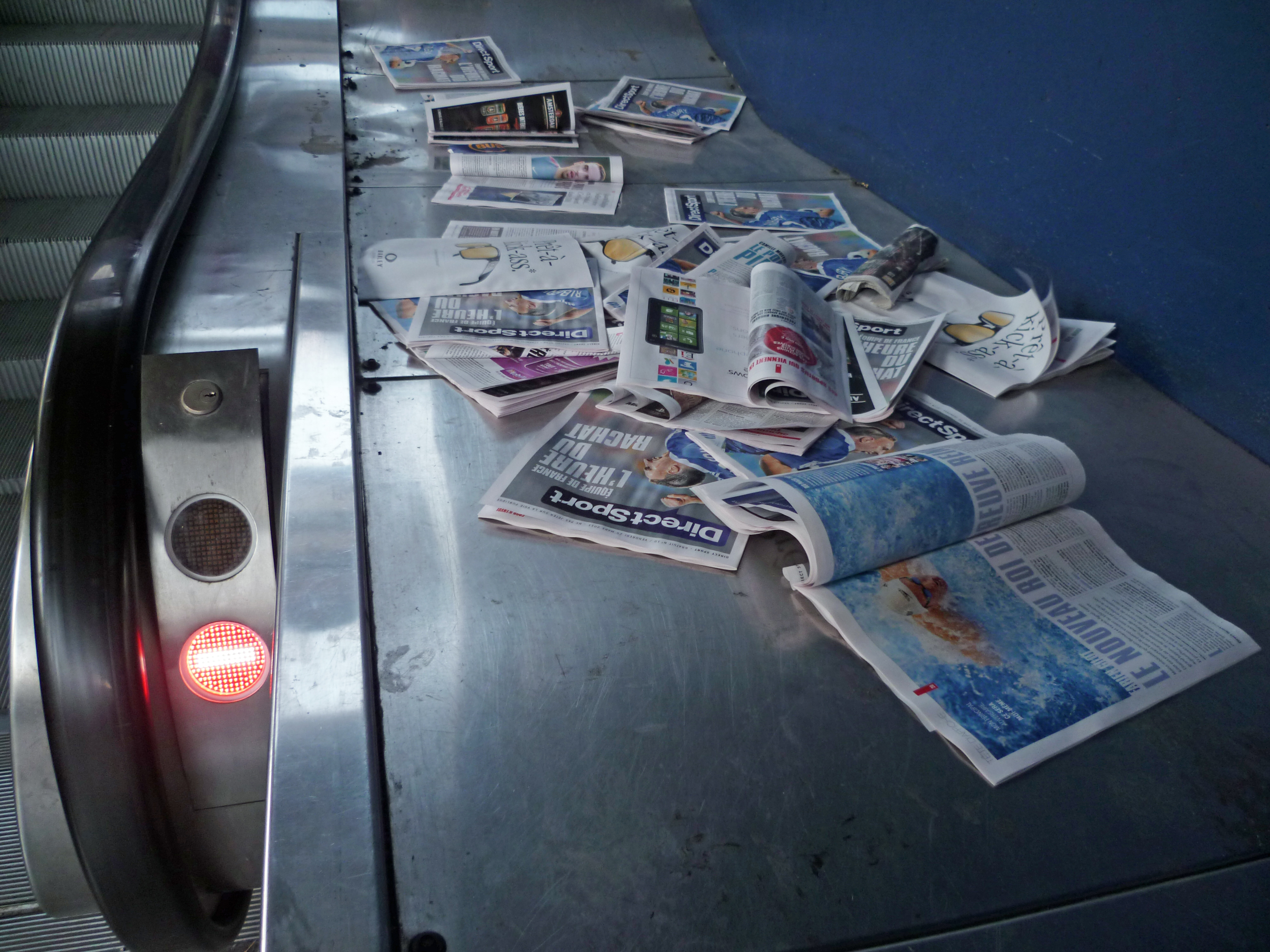
Exemplaires de Direct Sport à Toulouse.

Direct Sport est le titre de l'édition du vendredi de Direct Soir. 
À partir de janvier 2011, il est la seule déclinaison de ce média à continuer à paraître avant d'être rejoint par Direct Femme à compter du printemps 2011.